# Big Dog Daddy
Big Dog Daddy è l'undicesimo album in studio del cantante di musica country Toby Keith, pubblicato nel 2007.

## Tracce
1. High Maintenance Woman (Toby Keith, Tim Wilson, Danny Simpson) – 3:21
2. Love Me If You Can (Chris Wallin, Craig Wiseman) – 3:36
3. White Rose (Fred Eaglesmith) – 3:47
4. Get My Drink On (Keith, Scotty Emerick, Dean Dillon) – 3:07
5. Wouldn't Wanna Be Ya (Keith, Emerick) – 3:18
6. Big Dog Daddy (Keith) – 3:53
7. I Know She Hung the Moon (Keith, Emerick) – 3:35
8. Pump Jack (Keith, Bobby Pinson) – 3:29
9. Burnin' Moonlight (Keith, Emerick, Dillon) – 3:51
10. Walk It Off (Keith, Emerick) – 3:02
11. Hit It (Keith, Wiseman) – 2:52